# Ciocalypta tyleri
Ciocalypta tyleri är en svampdjursart som beskrevs av James Scott Bowerbank 1875. Ciocalypta tyleri ingår i släktet Ciocalypta och familjen Halichondriidae. Inga underarter finns listade i Catalogue of Life.